# Lijst van inline-skaterecords
Deze lijst van inline-skaterecords is een overzicht van de huidige records (zowel nationaal als internationaal) op de verschillende wedstrijdonderdelen binnen het inline-skaten. De records worden aan het eind van het inline-skateseizoen officieel erkend door de internationale inlinebond FIRS en/of de nationale recordcommissies.

## Wereldrecords

### Mannen senioren

#### Piste
update 29 augustus 2013
| Afstand      | Inline-skater       | Nationaliteit | Tijd      | Datum            | Plaats     | Evenement |
| ------------ | ------------------- | ------------- | --------- | ---------------- | ---------- | --------- |
| 300 meter    | Andres Felipe Muñoz | Colombia      | 23,896    | 23 augustus 2013 | Zandvoorde | WK 2013   |
| 500 meter    | Weilin Lo           | Taiwan        | 40,114    | 24 augustus 2013 | Zandvoorde | WK 2013   |
| 1.000 meter  | Bart Swings         | België        | 1.20,923  | 25 augustus 2013 | Zandvoorde | WK 2013   |
| 10.000 meter | Fabio Francolini    | Italië        | 14.23,546 | 23 augustus 2013 | Zandvoorde | WK 2013   |
| 15.000 meter | Peter Michael       | Nieuw-Zeeland | 22.02,458 | 25 augustus 2013 | Zandvoorde | WK 2013   |

#### Weg
update 29 augustus 2013
| Afstand      | Inline-skater    | Nationaliteit    | Tijd      | Datum             | Plaats                   | Evenement |
| ------------ | ---------------- | ---------------- | --------- | ----------------- | ------------------------ | --------- |
| 200 meter    | Ioseba Fernandez | Spanje           | 15,879    | 12 september 2012 | San Benedetto del Tronto | WK 2012   |
| 500 meter    | Joey Mantia      | Verenigde Staten | 38,660    | 7 september 2006  | Anyang                   | WK 2006   |
| 5.000 meter  | Arnaud Gicquel   | Frankrijk        | 6.43,900  | 30 juli 2003      | Padova                   | EK 2003   |
| 10.000 meter | Joey Mantia      | Verenigde Staten | 13.46,801 | 6 september 2006  | Anyang                   | WK 2006   |
| 20.000 meter | Joey Mantia      | Verenigde Staten | 28.56,189 | 23 september 2009 | Haining                  | WK 2009   |
| Marathon     | Roger Schneider  | Zwitserland      | 58.17,400 | 2 augustus 2003   | Abano Terme              | EK 2003   |

### Vrouwen senioren

#### Piste
update 29 augustus 2013
| Afstand      | Inline-skater               | Nationaliteit | Tijd      | Datum             | Plaats     | Evenement |
| ------------ | --------------------------- | ------------- | --------- | ----------------- | ---------- | --------- |
| 300 meter    | Jersy Puello Ortiz          | Colombia      | 25,993    | 23 augustus 2013  | Zandvoorde | WK 2013   |
| 500 meter    | Paola Andrea Segura Ordoñez | Colombia      | 43,586    | 25 augustus 2013  | Zandvoorde | WK 2013   |
| 1.000 meter  | Barbara Fischer             | Duitsland     | 1.27,060  | 27 augustus 1988  | Inzell     |           |
| 10.000 meter | Hochen Yang                 | Taiwan        | 15.26,970 | 24 augustus 2013  | Zandvoorde | WK 2013   |
| 15.000 meter | Laura Lardani               | Italië        | 23.47,549 | 19 september 2009 | Haining    | WK 2009   |

#### Weg
update 29 augustus 2013
| Afstand      | Inline-skater      | Nationaliteit | Tijd        | Datum            | Plaats      | Evenement        |
| ------------ | ------------------ | ------------- | ----------- | ---------------- | ----------- | ---------------- |
| 200 meter    | Jersy Puello Ortiz | Colombia      | 17,677      | 27 augustus 2013 | Zandvoorde  | WK 2013          |
| 500 meter    | Jennifer Caicedo   | Colombia      | 43.478      | 7 september 2006 | Anyang      | WK 2006          |
| 5.000 meter  | Simona Di Eugenio  | Italië        | 7.40,530    | 30 juli 2003     | Padova      | EK 2003          |
| 10.000 meter | Silvina Posada     | Argentinië    | 15.25,164   | 6 september 2006 | Anyang      | WK 2006          |
| 20.000 meter | Lee Seul           | Zuid-Korea    | 31.58,007   | 9 september 2008 | Gijon       | WK junioren 2008 |
| Marathon     | Alessandra Susmeli | Italië        | 1:10.43,100 | 2 augustus 2003  | Abano Terme | EK 2003          |

## Belgische records

### Mannen senioren

#### Piste
update 22 oktober 2013
| Afstand                         | Inline-skater    | Tijd      | Datum            | Plaats     | Evenement |
| ------------------------------- | ---------------- | --------- | ---------------- | ---------- | --------- |
| 300 meter Tijdrit               | Wouter Hebbrecht | 24,155    |                  | Estarreja  | EK 2007   |
| 500 meter Sprint                | Bart Swings      | 39,451    | 24 maart 2012    | Geisingen  |           |
| 1.000 meter Sprint              | Bart Swings      | 1.20,923  | 25 augustus 2013 | Zandvoorde | WK 2013   |
| 10.000 meter Punten-/afvalkoers | Bart Swings      | 14.17,661 | 24 maart 2012    | Geisingen  |           |
| 15.000 meter Afvalkoers         | Bart Swings      | 21.27,480 | 24 maart 2012    | Geisingen  |           |

#### Weg
update 24 mei 2013
| Afstand                  | Inline-skater    | Tijd      | Datum             | Plaats        | Evenement |
| ------------------------ | ---------------- | --------- | ----------------- | ------------- | --------- |
| 200 meter Tijdrit        | Wouter Hebbrecht | 16,366    |                   | Cali          | WK 2007   |
| 500 meter Sprint         | Wouter Hebbrecht | 39,681    |                   | Anyang        | WK 2006   |
| 10.000 meter Puntenkoers | Kwinten Tas      | 13.47,111 |                   | Anyang        | WK 2006   |
| 20.000 meter* Afvalkoers | Bart Swings      | 28.15,383 | 12 september 2012 | San Benedetto | WK 2012   |
| Marathon 42.195 meter    | Wouter Hebbrecht | 58.24,000 | 2 augustus 2003   | Abano Terme   | EK 2003   |

* = (Nog) niet officieel toegekend door FIRS

### Vrouwen senioren

#### Piste
update 24 mei 2013
| Afstand                         | Inline-skater       | Tijd      | Datum         | Plaats    | Evenement |
| ------------------------------- | ------------------- | --------- | ------------- | --------- | --------- |
| 300 meter Tijdrit               | Hanne Wouters       | 27,300    |               | Mechelen  | BK 2013   |
| 500 meter Sprint                | Hanne Wouters       | 44,645    | 24 maart 2012 | Geisingen |           |
| 1.000 meter Sprint              | Britta Vantournhout | 1.32,480  |               | Oostende  | WK 2002   |
| 10.000 meter Punten-/afvalkoers | Maaike Polspoel     | 16.26,470 |               | Anyang    | WK 2006   |
| 15.000 meter Afvalkoers         |                     |           |               |           |           |

#### Weg
update 24 mei 2013
| Afstand                  | Inline-skater | Tijd        | Datum           | Plaats        | Evenement                     |
| ------------------------ | ------------- | ----------- | --------------- | ------------- | ----------------------------- |
| 200 meter Tijdrit        | Hanne Wouters | 19,091      | 3 augustus 2013 | San Benedetto | EK 2010                       |
| 500 meter Sprint         | Hanne Wouters | 44,378      |                 | Gross-Gerau   | Internationaal Criterium 2012 |
| 10.000 meter Puntenkoers | Nele Armée    | 15.32,690   |                 | Anyang        | WK 2006                       |
| 20.000 meter Afvalkoers  |               |             |                 |               |                               |
| Marathon 42.195 meter    | Hanne Wouters | 1:17.15,000 |                 | Berlijn       | Marathon van Berlijn 2012     |

## Nederlandse records

### Mannen senioren

#### Piste
update 5 juli 2013
| Afstand                         | Inline-skater                              | Tijd     | Datum           | Plaats    | Evenement |
| ------------------------------- | ------------------------------------------ | -------- | --------------- | --------- | --------- |
| 300 meter Tijdrit               | Ronald Mulder                              | 24,320   | 15 mei 2010     | Medemblik |           |
| 500 meter Sprint                | Ronald Mulder                              | 40,827   | 30 juni 2013    | Almere    | EK 2013   |
| 1.000 meter Sprint              | Crispijn Ariëns                            | 1.23,373 | 2 juli 2013     | Almere    | EK 2013   |
| 10.000 meter Punten-/afvalkoers |                                            |          |                 |           |           |
| 15.000 meter Afvalkoers         |                                            |          |                 |           |           |
|                                 |                                            |          |                 |           |           |
| 3.000 meter Aflossing           | Sjoerd Huisman Michel Mulder Ronald Mulder | 3.58,718 | 2 augustus 2009 | Oostende  | EK 2009   |

#### Weg
update 5 juli 2013
| Afstand                  | Inline-skater                            | Tijd        | Datum            | Plaats        | Evenement |
| ------------------------ | ---------------------------------------- | ----------- | ---------------- | ------------- | --------- |
| 200 meter Tijdrit        | Michel Mulder                            | 16,151      | 12 augustus 2012 | San Benedetto | WK 2012   |
| 500 meter Sprint         | Ronald Mulder                            | 38,703      | 5 juli 2013      | Almere        | EK 2013   |
| 10.000 meter Puntenkoers |                                          |             |                  |               |           |
| 20.000 meter Afvalkoers  |                                          |             |                  |               |           |
| Marathon 42.195 meter    | Ingmar Berga                             | 1:00.36,359 | 7 augustus 2010  | San Benedetto | EK 2010   |
|                          |                                          |             |                  |               |           |
| 5.000 meter Aflossing    | Crispijn Ariëns Gary Hekman Mark Horsten | 6.44,226    | 28 oktober 2010  | Guarne        | WK 2010   |

### Vrouwen senioren

#### Piste
update 5 juli 2013
| Afstand                         | Inline-skater                                     | Tijd     | Datum             | Plaats  | Evenement |
| ------------------------------- | ------------------------------------------------- | -------- | ----------------- | ------- | --------- |
| 300 meter Tijdrit               | Manon Kamminga                                    | 26,963   | 31 mei 2013       | Almere  | NK 2013   |
| 500 meter Sprint                | Manon Kamminga                                    | 44,514   | 30 juni 2013      | Almere  | EK 2013   |
| 1.000 meter Sprint              | Manon Kamminga                                    | 1.30,554 | 2 juli 2013       | Almere  | EK 2013   |
| 10.000 meter Punten-/afvalkoers |                                                   |          |                   |         |           |
| 15.000 meter Afvalkoers         |                                                   |          |                   |         |           |
|                                 |                                                   |          |                   |         |           |
| 3.000 meter Aflossing           | Anniek ter Haar Mariska Huisman Bianca Roosenboom | 4.25,557 | 20 september 2009 | Haining | WK 2013   |

#### Weg
update 5 juli 2013
| Afstand                  | Inline-skater                                  | Tijd        | Datum           | Plaats        | Evenement |
| ------------------------ | ---------------------------------------------- | ----------- | --------------- | ------------- | --------- |
| 200 meter Tijdrit        | Bianca Roosenboom                              | 18,530      | 8 augustus 2008 | Biddinghuizen |           |
| 500 meter Sprint         | Lisanne Buurman                                | 43,623      | 5 juli 2013     | Almere        | EK 2013   |
| 10.000 meter Puntenkoers |                                                |             |                 |               |           |
| 20.000 meter Afvalkoers  |                                                |             |                 |               |           |
| Marathon 42.195 meter    | Elma de Vries                                  | 1:13.46,318 | 8 augustus 2009 | Oostende      | EK 2009   |
|                          |                                                |             |                 |               |           |
| 5.000 meter Aflossing    | Manon Kamminga Bianca Roosenboom Elma de Vries | 7.16,636    | 28 oktober 2010 | Guarne        | WK 2010   |